# Ray City
Ray City város az Amerikai Egyesült Államok Georgia államában, Berrien és Lanier megyében. Lakosainak száma 956 fő (2020. április 1.).

## Népesség
A település népességének változása:

| 2010 | 1 090 |
| 2020 | 956   |